# Benjamin-Franklin-Effekt
Der Benjamin-Franklin-Effekt oder kurz Ben-Franklin-Effekt bezeichnet die beobachtete Tendenz, dass Personen jemanden nach einer Gefälligkeit für diese Person positiver bewerten. Die Bezeichnung geht zurück auf eine Anmerkung Benjamin Franklins in seiner Autobiographie, in der er beschreibt, wie das Bitten um eine Gefälligkeit die Haltung eines politischen Gegners ihm gegenüber änderte.

## Definition und Kernbefund
Der Kernbefund lautet: Wenn eine Person einer anderen einen Gefallen tut auf direkte Bitte hin, steigt danach oftmals die Sympathie für die Person, der geholfen wurde. Das Phänomen wird in der Sozialpsychologie als Beispiel dafür beschrieben, wie Handeln und Einstellung sich wechselseitig beeinflussen.

## Historischer Ursprung
Der Name bezieht sich auf eine Episode, die Franklin in seiner Autobiographie schildert. Er berichtet, dass er einen Rivalen bat, ihm ein Buch zu leihen. Nachdem der Rivale ihm den Gefallen getan hatte, wurde dieser freundlicher ihm gegenüber und die Beziehung verbesserte sich.

## Psychologische Erklärungen
Mehrere theoretische Erklärungen werden in der Literatur diskutiert:
Kognitive Dissonanz
Nach der Theorie von Leon Festinger erleben Menschen Unbehagen, wenn ihre Handlungen nicht mit ihren Einstellungen übereinstimmen. Wenn jemand, der eine andere Person nicht mag, dieser dennoch einen Gefallen tut, entsteht eine kognitive Dissonanz. Um diese zu reduzieren, passt die Person ihre Einstellung an.
Selbstwahrnehmung
Nach Daryl Bem können Menschen ihre Einstellungen aus ihrem eigenen Verhalten ableiten. Wenn sie sich beobachten, wie sie einen Gefallen tun, schließen sie daraus, dass sie den Empfänger mögen.
Soziale Signale und Reziprozität
Das Bitten um einen Gefallen kann als implizite Floskel der Wertschätzung wahrgenommen werden. Empirische Befunde deuten darauf hin, dass die Wirkung geringer oder nicht vorhanden ist, wenn die Bitte über eine dritte Person übermittelt wird.

## Empirische Forschung
Frühere experimentelle Untersuchungen lieferten Evidenz für das Phänomen:
- Jecker und Landy (1969) baten Gewinner eines Wettbewerbs, Preisgeld zurückzugeben. Die Gruppe, die direkt vom Versuchsleiter gebeten wurde, zeigte im Nachhinein stärkere Sympathie für diesen als andere Gruppen.[6]
- Schopler und Compere (1971) zeigten, dass Personen, die gegenüber anderen freundlich waren, diese Personen im Nachhinein positiver beurteilten, während Personen, die unfreundlich waren, diese negativer beurteilten.[7]
- Yu Niiya (2016) untersuchten kulturübergreifend, ob eine Gefälligkeitsbitte die Zuneigung zum Anfragenden erhöht, und fand Effekte, die jedoch von Kontextfaktoren abhängen.

## Einschränkungen und Kritik
Die Stärke und Konsistenz des Effekts variieren mit Versuchsbedingungen. Faktoren wie Art der Gefälligkeit, sozialer Kontext oder Kultur beeinflussen das Ergebnis. Einige Arbeiten finden abgeschwächte oder nicht reproduzierbare Effekte.
Neben kognitiver Dissonanz und Selbstwahrnehmung werden auch andere Erklärungen wie Reziprozität und soziale Bestätigung diskutiert. Kein einzelnes Modell erklärt alle Befunde vollständig.

## Praktische Anwendungen
Der Effekt wird häufig in populärwissenschaftlicher Literatur sowie in Ratgebern zu Beziehungspflege, Networking und Verhandlungsführung erwähnt. Wissenschaftlich begründete Anwendung setzt jedoch genaue Kontextanalyse voraus.